# Saga o Ingvarze Obieżyświecie

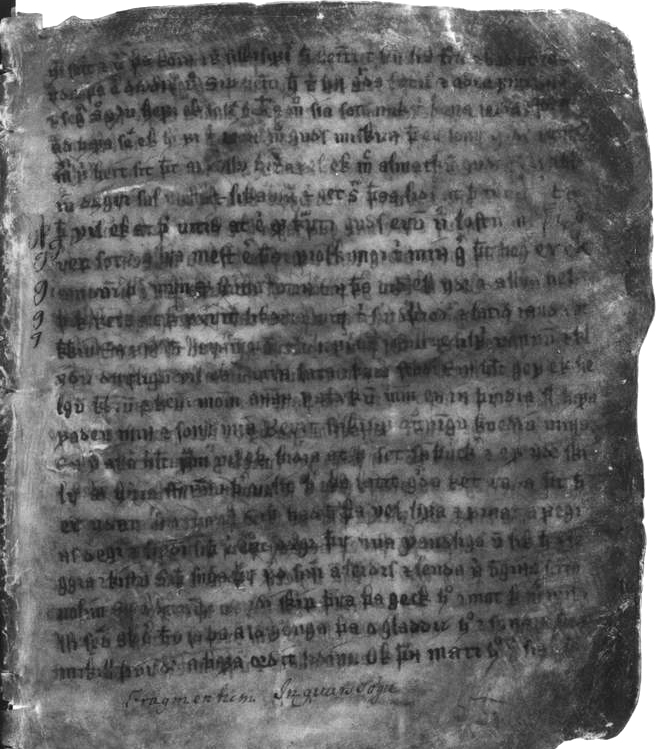
Strona z tekstem sagi

Saga o Ingvarze Obieżyświecie (isl. Yngvars saga víðförla) – legendarna saga opowiadająca o wikińskim wodzu Ingvarze i jego synu Svenie. Została napisana prawdopodobnie przez Oddra Snorrasona w XII wieku, choć najstarsze zachowane rękopisy pochodzą z XIV wieku.
Saga łączy w sobie fakty historyczne potwierdzone przez inne źródła, z elementami fantastyki. Kładzie też duży nacisk na wątek chrześcijański co sugeruje, że tekst mógł być napisany przez osobę duchowną. Nie zawiera natomiast zbyt wielu nazw geograficznych i szczegółów, które pozwoliłyby na ustalenie dokładnej trasy jaką pokonał Ingvar.
Saga przez długi czas była uważana za fikcję literacką, dopóki w 1827 roku J.G. Liljegren nie odkrył w Gripsholm kamienia runicznego z inskrypcją wspominającą o śmierci Ingvara w Serklandii.

## Streszczenie
Saga opisuje wydarzenia rozgrywające się na przełomie X i XI wieku. Szwedzki wódz o imieniu Aki porywa córkę króla Eryka Zwycięskiego i bierze z nią ślub. Z ich związku rodzi się chłopiec o imieniu Eymundr. Władca odnajduje jednak córkę i zabija Akiego. Gdy nowym królem zostaje Olof Skötkonung, pozbawia on Eymundra prawa do tronu i skazuje na wygnanie za próbę przywłaszczenia podatków z terenów, które posiadał jego ojciec. Po tym wydarzeniu udaje się on do Gardariki, gdzie bierze udział w wielu bitwach i zdobywa bogactwo. Żeni się też i ma syna o imieniu Ingvar. W końcu udaje mu się również pojednać z królem Olofem, dzięki czemu może powrócić do Szwecji i objąć ziemię należące do jego ojca.
Kilka lat później Ingvar bezskutecznie usiłuje uzyskać od króla należne mu tytuły. Z powodu niepowodzeń postanawia zebrać ludzi i wyruszyć na wschód. Na czele trzydziestu okrętów dociera do Gardariki, gdzie spędza trzy lata na dworze króla Jarosława Mądrego. Następnie wyrusza w dalszą podróż, by odkryć źródło największej rzeki przecinającej kraj. Po drodze natrafia na olbrzymy i smoka Jakúlusa. W końcu dociera do wielkiego grodu (Kijowa), gdzie władzę sprawuje królowa Silkesif. Tam wraz ze swoimi ludźmi spędza zimę, ale zabrania im kontaktów z pogańską ludnością. Królowa proponuje mu małżeństwo, lecz Ingvar postanawia najpierw dokończyć swoje poszukiwania. Podążając dalej na południe pokonuje liczne wodospady, aż dociera na dwór króla Jólfra, który włada Heliopolis. Spędza tam zimę, a swoim ludziom znów zabrania kontaktów z miejscową ludnością. W trakcie dalszej podróży natrafiają na giganta, którego uśmiercają oraz piratów. W końcu udaje im się dotrzeć do źródła rzeki, gdzie spotykają smoka leżącego na górze złota. Dzięki sprytowi i przebiegłości udaje im się zdobyć jego bogactwo. Po tym sukcesie Ingvar nakazuje powrót do Heliopolis, gdzie pomagają królowi w walce przeciwko jego bratu, który usiłuje przejąć władzę. Jólfr nie okazuje im jednak wdzięczności i zwraca się przeciwko nim, ale Ingvar pokonuje wojowników władcy. W trakcie drogi do Kijowa część jego ludzi zaczyna chorować i umiera. To samo spotyka także Ingvara. Gdy jego wyprawa dociera do Citopolis, królowa Silkesif wyprawia mu pogrzeb, a następnie prosi mężczyzn, by sprowadzili misjonarzy, którzy nawrócą jej kraj na chrześcijaństwo. 
Kilka lat później syn Ingvara, Sven podążając śladami ojca również udaje się na wschód. W trakcie swojej podróży zostaje zaatakowany przez pogan i dociera do miejsca, gdzie Ingvar spotkał pierwszych olbrzymów. W mieście Itil wikingowie prowadzą handel z tubylcami, ale z powodu targów o cenę dochodzi pomiędzy nimi do walki. Dzięki podstępowi wygrywają ją ludzie Svena. W trakcie dalszej podróży stawiają czoła tajemniczym stworzeniom oraz poganom, którzy zapraszają ich na ucztę, lecz widząc znak krzyża wykonywany przez wikingów, atakują ich. Zmierzając w kierunku Kijowa natrafiają na smoka Jakúlusa, którego Sven uśmierca za pomocą strzały wypuszczonej z łuku. Po dotarciu na dwór królowej Silkesif, władczyni usiłuje pocałować Svena za względu na jego podobieństwo do Ingvara, lecz on się wzbrania, gdyż ma już żonę, a ona jest chrześcijanką. Królowa namawia go więc, by został i umocnił wiarę chrześcijańską w jej kraju poprzez budowę kościołów. Sven przystaje na tę propozycję i pierwszy kościół wznosi w miejscu, gdzie spoczywa jego ojciec, Ingvar. Po zakończeniu budowy powraca do Szwecji, gdzie ma możliwość objęcia tronu, lecz odmawia i ponownie wyrusza na wschód.